# La Proie du désir
Pour plus de détails, voir Fiche technique et Distribution.
La Proie du désir (titre original : Desiderio) est un mélodrame italien réalisé par Marcello Pagliero et Roberto Rossellini, sorti en 1946.

## Synopsis
Paola a quitté son village des Abruzzes contre le gré de ses parents, et mène à Rome une vie facile et paresseuse en tirant ses ressources des hommes que sa beauté et sa sensualité mettent à ses pieds. Elle fait la connaissance de Giovanni, un horticulteur passionné par son métier, à qui elle raconte qu'elle étudie dans une école de couture. Progressivement des liens amoureux se tissent entre eux et Paola décide de revenir dans son village, pour tenter de renouer avec sa famille et de mener une vie « honnête » en attendant que Giovanni vienne l'y retrouver. Mais au village sa réputation de « fille perdue » est bien établie, son père la rejette, sa sœur Anna, qui tout d'abord l'a accueillie avec affection, se retourne contre elle lorsqu'elle se rend compte que son mari Nando est attiré par Paola, comme tous les hommes du village. La veille de l'arrivée de Giovanni, son ancien amant Riccardo la menace de tout révéler de sa vie passée si elle refuse de coucher avec lui. Nando les surprend, une dispute violente éclate, et Paola comprend qu'elle ne pourra jamais effacer son passé. Elle se jette du haut d'un pont et meurt sur le coup.

## Fiche technique
- Titre original : Desiderio
- Titre français : : La Proie du désir
- Réalisation : Marcello Pagliero et Roberto Rossellini, assisté de Giulio Petroni
- Scénario : Diego Calcagno d'après une histoire d'Anna Benevuti
- Photographie : Rodolfo Lombardi, Ugo Lombardi
- Montage : Marcello Pagliero
- Musique : Renzo Rossellini
- Décors : Virgilio Marchi
- Producteur : Franco Magli (non crédité)
- Société de production : Imperator Film, Società Anonima Film Italiani Roma (SAFIR), Sovrania Film
- Langue : Italien
- Format : Noir et blanc — 35 mm — 1,37:1 — Son : Mono
- Genre : Mélodrame
- Durée : 75 minutes
- Dates de sortie : 
  -  Italie : 5 mai 1946

## Distribution
- Massimo Girotti : Nando Mancini
- Carlo Ninchi : Giovanni Mirelli
- Elli Parvo : Paola Previtali

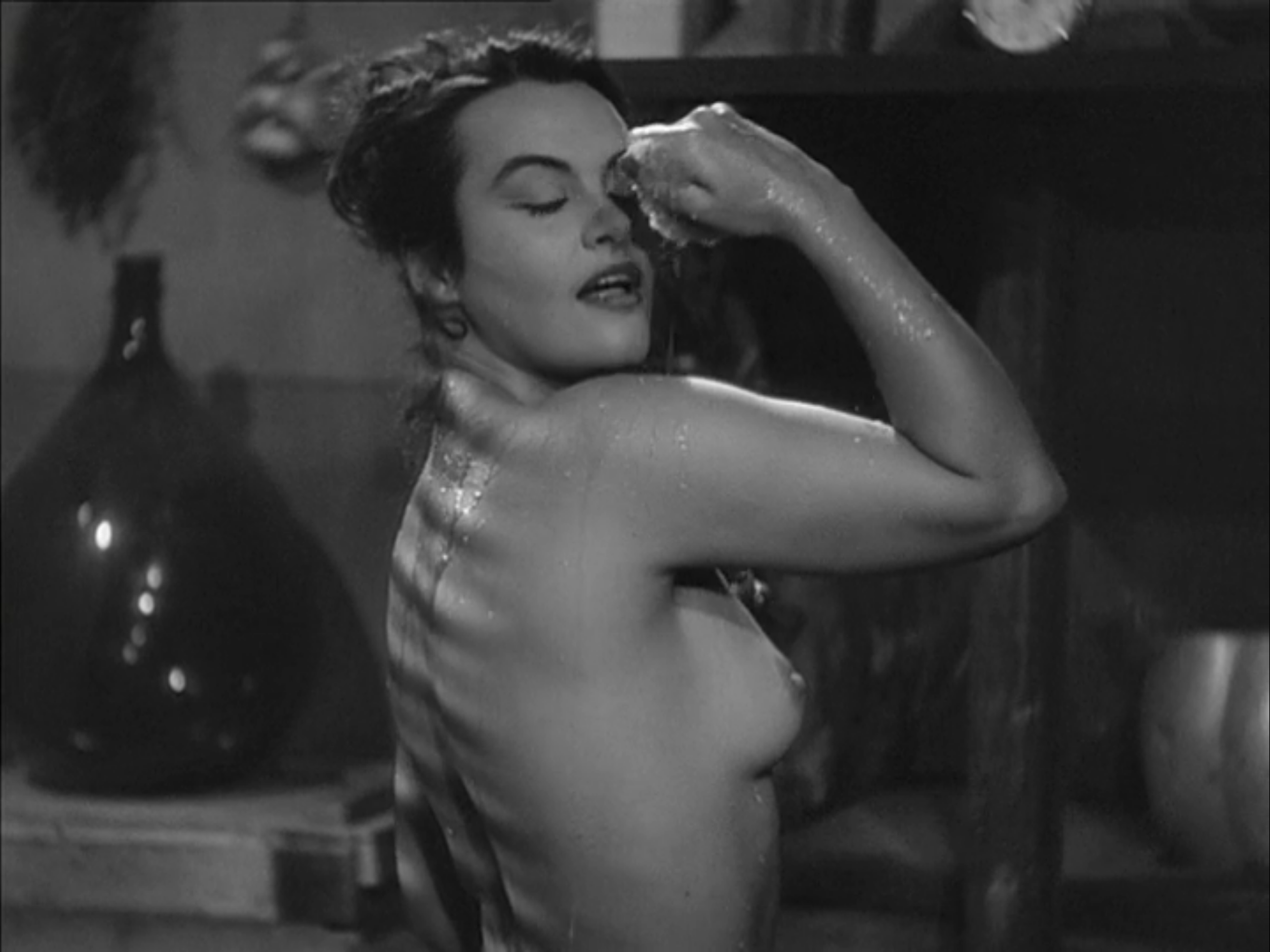
Elli Parvo dans une scène du film.

- Roswita Schmidt : Anna Previtali Mancini
- Lia Corelli : Elena
- Francesco Grandjacquet : Riccardo
- Jucci Kellerman : Lia
- Spartaco Conversi
- Giovanna Scotto : Elvira Previtali